# Wally Byron
Jacob Walter Byron, detto Wally (Winnipeg, 2 settembre 1894 – Winnipeg, 22 dicembre 1971), è stato un hockeista su ghiaccio canadese.

## Carriera
Dopo aver preso parte alla prima guerra mondiale Byron fece parte dei Winnipeg Falcons capaci di vincere nel 1920 la Allan Cup. Proprio i Falcons vennero scelti per rappresentare il Canada al torneo olimpico di hockey su ghiaccio alle Olimpiadi estive di Anversa, che furono poi riconosciute dalla IIHF valide come primo campionato del mondo di hockey su ghiaccio. Byron era il portiere della formazione, composta come lui da altri giocatori di origine islandese.
Il Canada giocò in quel torneo tre partite e Byron concesse una sola rete contro in finale contro la Svezia. Dopo aver vinto la medaglia d'oro Byron rimase con i Falcons per alcuni anni prima di ritirarsi. Dopo la sua morte nel 1987 entrò a far parte della Hall of Fame di hockey della sua provincia, il Manitoba.

## Palmarès

### Club
- Allan Cup: 1

Winnipeg: 1920

### Nazionale
- Giochi olimpici: 1

Anversa 1920